# ケディッツ
ケディッツ (ドイツ語: Köditz) は、ドイツ連邦共和国バイエルン州オーバーフランケン行政管区ホーフ郡に属する町村（以下、本項では便宜上「町」と記述する）で、ホーフ市の北西5km、連邦道 B173沿いのバイエルン・フォクトラントに位置する。この自治体は、フランケンヴァルト自然公園内にある。

## 地理

### 地区
この町は、公式には16の地区 (Ort) からなる。このうち孤立農場などを除く集落を以下に列記する。
- ブルン
- ブルンネンタール
- ヨディッツ
- ケディッツ
- ラミッツ
- ザーレンシュタイン
- シャルテン
- シュレーゲル

## 歴史
ケディッツが初めて文献に登場するのは1359年である。かつてのプロイセン王国バイロイト侯領のアムトは1807年のティルジットの和約によりフランスの管理下に置かれ、1810年にはバイエルン王国領となった。1818年のバイエルン王国の行政改革に伴う自治体令で現在の自治体が生まれた。1978年にそれまでは独立した自治体であったブルネンタール、ヨディッツ、シュレーゲルが合併した。

### 人口推移
この地域の人口は、1970年 2,411人、1987年 2,209人、2000年 2,814人であった。

## 行政
首長は、マティアス・ベイヤー (Freie Wählervereinigung)である。彼は2002年にヴェルナー・ハース (Freie Wählervereinigung)からこの職を引き継いだ。

## 見所
町の中心部にある、防護壁、橋、小塔を持つ小さな自衛教会は、文化史上特筆に値する。この教会は、町を形成する際の中心となった。

## 交通

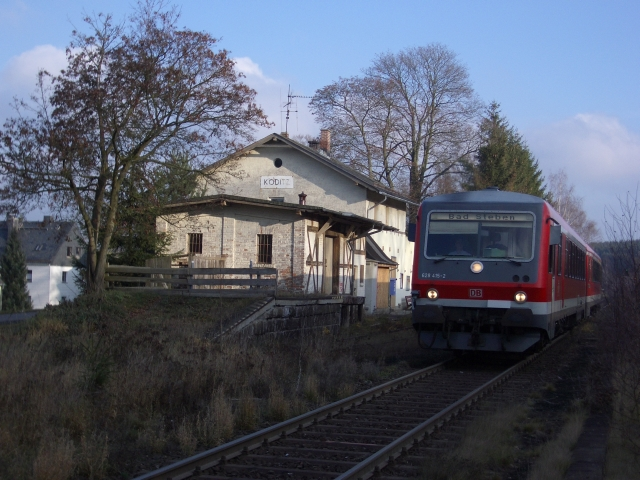
ケディッツ駅

ケディッツにはホーフ - バート・シュテーベン間を結ぶ鉄道路線の駅がある。

## レクリエーション

### アウエン湖
ヨディッツ地区にはアウエン湖がある。湖の周囲は、日光浴のための広い草地や、遊泳地となっている。湖に面してキャンプ場もある。

## 人物
- ジャン・パウル (1763 - 1825) ドイツの作家。幼少期をヨディッツ地区で過ごした。

## 引用
1. ↑  https://www.statistikdaten.bayern.de/genesis/online?operation=result&code=12411-003r&leerzeilen=false&language=de Genesis-Online-Datenbank des Bayerischen Landesamtes für Statistik Tabelle 12411-003r Fortschreibung des Bevölkerungsstandes: Gemeinden, Stichtag (Einwohnerzahlen auf Grundlage des Zensus 2011)
2. ↑  Bayerische Landesbibliothek Online